# Narodni park Aso Kuju
Narodni park Aso-Kujū (阿蘇くじゅう国立公園, Aso-Kujū Kokuritsu Kōen) je narodni park v prefekturah Kumamoto in Ōita na Japonskem. Park je dobil ime po gori Aso, največjem delujočem vulkanu na Japonskem, in gorovju Kujū. Gora Aso je tudi eden največjih kalderskih vulkanov na svetu.

## Zgodovina
Pred približno 270.000 leti je izbruh vulkanske dejavnosti pomagal oblikovati to območje.
Svetišče Aso na gori Aso je šintoistično svetišče, ki je bilo tradicionalno središče čaščenja pred pristopom cesarja Džinmuja. Kompleks svetišča šikinaiša v kraju Ičinomija v današnji prefekturi Kumamoto naj bi bil ustanovljen leta 281 pr. n. št. Prvotna lokacija svetišča je negotova, ker je bilo večkrat uničeno in ponovno zgrajeno v ali blizu kraterja Aso-san.
- 4. decembra 1934 je bil ta park prvič ustanovljen kot narodni park Aso.[6]
- 1. septembra 1953 so bile gore Jufu, Curumi in Takasaki v prefekturi Oita označene kot razširitev.
- 1. maja 1956 je bila gora Takasaki ločena in vključena v narodni park Notranjega morja Seto.
- 25. junija 1964 je bila cesta Jamanami dana v uporabo kot Cestninska cesta Beppu Aso Road.
- 10. septembra 1986 je bilo ime spremenjeno v Narodni park Aso Kujū.
- 25. junija 1994 je bila cesta Jamanami odprta brezplačno zaradi izteka obdobja pobiranja cestnine.

## Aktivnosti
- Namakanje se v naravnih vročih vrelcih v javnem kopališču Sudžiju Onsen.
- Kampiranje je lahko dostopno s številnimi kampi, kot sta kampa Kuju Kogen Soumi in Kokonoe Green Park.
- Naravno izvirsko vodo lahko natočite na vodnjaku Širakava. Voda iz reke Širakava namaka polja riža in zelenjave v Kumamotu.
- V parku so urejene različne pohodniške in kolesarske poti. Na voljo je tudi jahanje konjev.

## Galerija
- Rastlinstvo vulkana Aso
- Travnik na vulkanu Aso
- Nadzorovano sežiganje travnatih površin
- Krater Naka-dake